# Андрей Секера
Андрей Секера (словац. Andrej Sekera; 8 червня 1986, м. Бойніце, ЧССР) — словацький хокеїст, захисник.
Виступав за «Дукла» (Тренчин), «Оуен-Саунд Аттак» (ОХЛ), «Рочестер Американс» (АХЛ), «Баффало Сейбрс», «Слован» (Братислава), «Кароліна Гаррікейнс», «Лос-Анджелес Кінгс».
В чемпіонатах НХЛ — 842 матчі (51+202), у турнірах Кубка Стенлі — 46 матчів (2+3).
У складі національної збірної Словаччини провів 51 матч (5 голів); учасник зимових Олімпійських ігор 2010 і 2014 (11 матчів, 1+2), учасник чемпіонатів світу 2008, 2009, 2010, 2012 і 2013 (35 матчів, 3+13). У складі молодіжної збірної Словаччини учасник чемпіонатів світу 2005 і 2006. У складі юніорської збірної Словаччини учасник чемпіонату світу 2004.
Досягнення
- Срібний призер чемпіонату світу (2012)

Нагороди
- Трофей Макса Камінскі (2006) — найвидатніший захисник ОХЛ